# Nieszpory

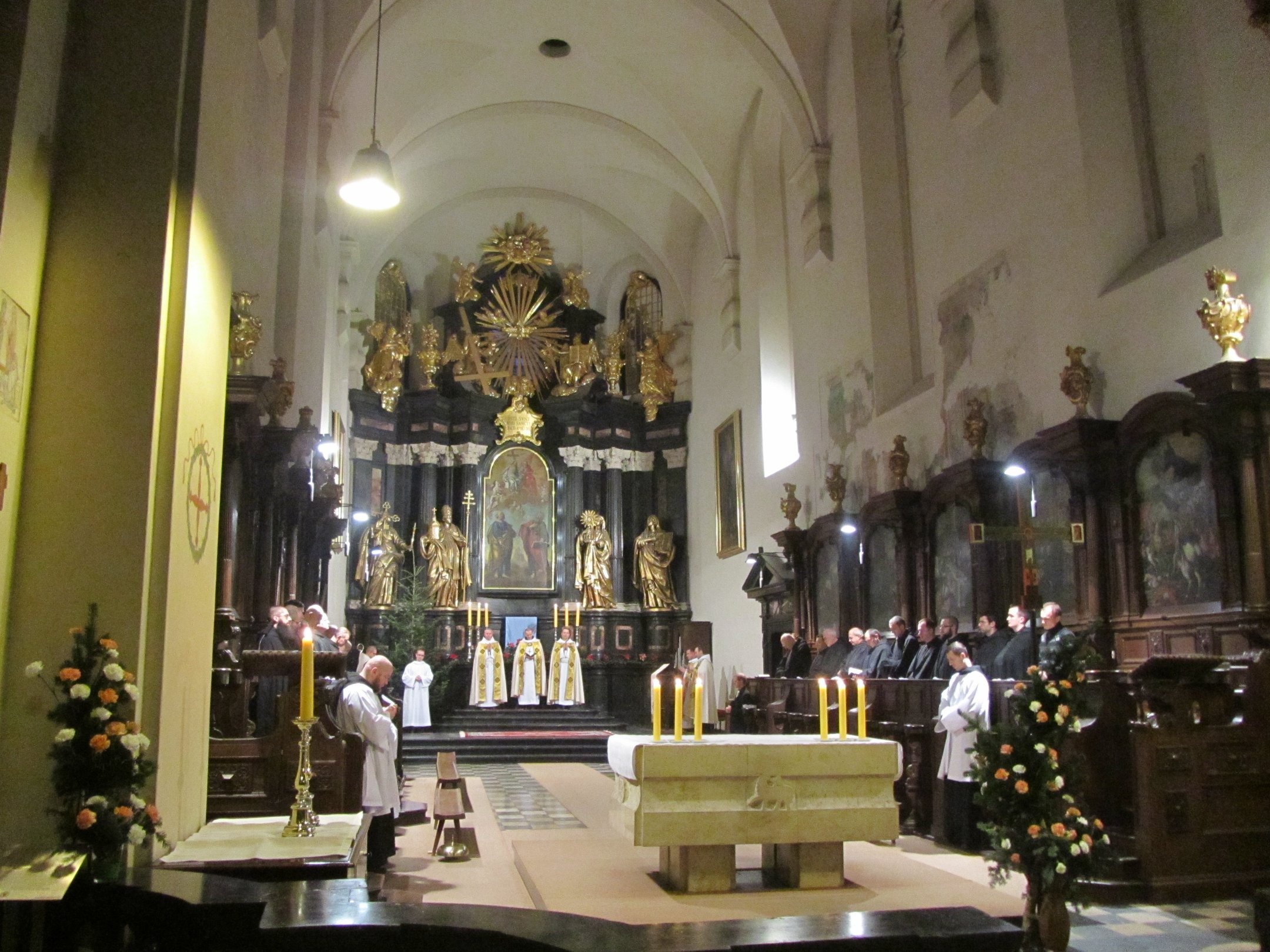
I Nieszpory Uroczystości Bożego Narodzenia w klasztorze oo. Benedyktynów w Tyńcu

Nieszpory (łac. Vesperae od vesper – wieczór) – nabożeństwo sprawowane w Kościołach chrześcijańskich w porze wieczornej, według tradycji o zachodzie Słońca. W Kościele rzymskokatolickim przedostatnia część liturgii godzin. W prawosławiu oraz wschodnich obrządkach katolickich nabożeństwo to rozpoczyna każdy dzień liturgiczny. W Kościele katolickim i w Kościołach protestanckich (zachodnie obrządki liturgiczne wywodzące się z tradycji łacińskiej) zaczynają obchód dnia liturgicznego tylko w niedziele i uroczystości (święta wyższej rangi) – są one nazywane I Nieszporami, natomiast w dniu następnym odprawiane są II Nieszpory danej uroczystości.

## Nieszpory rzymskokatolickie
W obrządku rzymskim Nieszpory rozpoczynają się od śpiewania słów wezwania – Boże, wejrzyj ku wspomożeniu memu, Panie, pośpiesz ku ratunkowi memu. Chwała Ojcu i Synowi, i Duchowi Świętemu, jak była na początku, teraz i zawsze, i na wieki wieków. Amen. (Alleluja.) Kolejne części to hymn, dwa psalmy i pieśń z Nowego Testamentu poprzedzone i zakończone antyfonami, czytanie z Nowego Testamentu, responsorium oraz Magnificat ze swoimi antyfonami, litania próśb ułożona na wzór modlitwy powszechnej, Modlitwa Pańska (Ojcze nasz) i modlitwa na zakończenie. Podczas odmawiania nieszporów obowiązuje postawa stojąca, poza psalmami, pieśnią i ich antyfonami oraz czytaniem z jego responsorium, w czasie których się siedzi.
W Polsce przyjęły się tzw. „nieszpory ludowe”, czyli wieczorne nabożeństwo odprawiane w kościołach w niedziele i święta, dla których charakterystyczny jest archaiczny, rymowany przekład psalmów.
W XVIII w. nieszpory często były głównym muzycznym wydarzeniem świątecznego dnia, zaś kompozycje przeznaczone na konkretne święto (z jednym układem opracowywanych psalmów) były wówczas najczęściej spotykaną formą tego gatunku w całej Europie. Od soboru trydenckiego (1543–1563) aż po II sobór watykański (1962–1965) podczas nieszporów śpiewano jedynie 35 ze 150 biblijnych psalmów (16 z nich przeznaczone było do szczególnej świątecznej celebracji, co oznaczać mogło wielogłosową oprawę muzyczną – te pogrubiono):

1. Ps 110 (109) Dixit Dominus
2. Ps 111 (110) Confitebor tibi... in consilio
3. Ps 112 (111) Beatus vir
4. Ps 113 (112) Laudate pueri
5. Ps 114–115 (113) In exitu Israel
6. Ps 116 (114) Dilexisti, quoniam exaudiet Dominus
7. Ps 116 (115) Credidi
8. Ps 117 (116) Laudate Dominum
9. Ps 120 (119) Ad Dominum cum tribularer clamavi
10. Ps 121 (120) Levavi oculos meos
11. Ps 122 (121) Laetatus sum
12. Ps 123 (122) Ad te levavi oculos meos
13. Ps 124 (123) Nisi quia Dominus erat
14. Ps 125 (124) Qui confidunt in Domino
15. Ps 126 (125) In converdento
16. Ps 127 (126) Nisi Dominus
17. Ps 128 (127) Beati omnes
18. Ps 129 (128) Saepe expugnaverunt me
19. Ps 130 (129) De profundis
20. Ps 131 (130) Domine, non est exaltum cor meum
21. Ps 132 (131) Memento Domini David
22. Ps 133 (132) Ecce quam bonum
23. Ps 135 (134) Laudate nomen Domini
24. Ps 136 (135) Confitemini Domino
25. Ps 137 (136) Super flumina Babylonis
26. Ps 138 (137) Confitebor tibi... quoniam
27. Ps 139 (138) Domine probasti me
28. Ps 140 (139) Eripe me, Domine
29. Ps 141 (140) Domine, clamavi ad te
30. Ps 142 (141) Voce mea ad Dominum clamavi
31. Ps 144 (143) Benedictus Dominus Deus meus
32. Ps 145 (144) Exaltabo te, Deus meus Rex
33. Ps 146 (145) Lauda anima mea Dominum
34. Ps 147 (146) Laudate Dominum quoniam bonus est psalmus
35. Ps 147 Lauda Jerusalem

## Nieszpory mariawickie
W Kościele Starokatolickim Mariawitów nieszpory odprawiane są w godzinach popołudniowych lub wieczornych, najczęściej wobec wystawionego w monstrancji Przenajświętszego Sakramentu. Celebransem nieszporów najczęściej jest kapłan lub diakon, aczkolwiek w wyjątkowych sytuacjach może to być subdiakon lub osoba świecka. 
Rozpoczynają się od wezwania: Boże ku wspomożeniu memu wejrzyj, Panie ku ratunkowi memu pośpiesz się. Chwała Ojcu i Synowi i Duchowi Świętemu. Jak była na początku teraz i zawsze i na wieki wieków amen. [Alleluja/Chwała Tobie Panie, Królu Wiecznej Chwały].
Kolejne części to 4 psalmy (dawniej 5) poprzedzone antyfonami, kapitulum, hymn, wezwanie z odpowiedzią, antyfona do Wielbi, Magnificat, oracja i modlitwy końcowe. Na zakończenie śpiewana jest antyfona o Najświętszej Maryi Panny, przeznaczona na dany okres roku liturgicznego. Podczas kantyku maryjnego Wielbi dusza moja Pana kapłan lub diakon może dokonać okadzenia ołtarza. 
W mariawityzmie najczęściej odprawiane są nieszpory o Przenajświętszym Sakramencie, podczas których śpiewa się psalmy: 110, 96, 147 (w. 12-20), 117 oraz hymn: Niech do niebios brzmi granicy. W wielu parafiach śpiewane są one popołudniami w każdą niedzielę i czwartek, często na zakończenie tygodniowej adoracji Przenajświętszego Sakramentu. 
Rzadziej praktykowane są Nieszpory o Najświętszej Maryi Pannie składające się z psalmów: 110, 113, 100, 147 (w. 12-20) oraz hymnu: Witaj Gwiazdo Morza. Przy pogrzebach duchownych praktykowane są także Nieszpory żałobne, zaś Brewiarz eucharystyczny przewiduje różne warianty nieszporów na poszczególne dni tygodnia. 
Swoje własne teksty posiadają również nieszpory Wielkiego Czwartku i Wielkiego Piątku, zaś nieszpory wielkosobotnie są bardzko krótkie i stanowią przedłużenie liturgii Mszy Świętej. W uroczystość Zmartwychwstania Pańskiego zamiast hymnu i kapitulum śpiewa się Ten jest dzień, który uczynił Pan: weselmy się i radujmy się w nim. Alleluja.
Ponadto w brewiarzyku mariawickim podane są części zmienne do nieszporów na doroczne uroczystości, są to najczęściej antyfony, hymny, wezwania i odpowiedzi, kapitulum i oracje. Wówczas w zależności od okoliczności korzysta się z psalmów przeznaczonych na nieszpory eucharystyczne lub maryjne. 
Szczególną popularnością cieszą się nieszpory podczas oktawy Bożego Ciała, po których odbywa się procesja z Przenajświętszym Sakramentem wokół kościoła, a na zakończenie oktawy poświęcane są wianki z ziół i kwiatów. 
W Kościele Katolickim Mariawitów oprócz wspomnianych wyżej nieszporów eucharystycznych i maryjnych, funkcjonują również Nieszpory o Najświętszej Mateczce z własnym hymnem Witaj Święta Boża, skierowanym do św. Marii Franciszki Kozłowskiej. Jednakże układ psalmów jest nieco odmienny, we wszystkich trzech wariantach śpiewa się bowiem psalm: 109 (110), 95 (96), 135 (136), psalm o Mateczce - czyli poemat o dzielnej niewieście z 31 rozdziału księgi Przypowieści, ps. 147 (148), 116 (117), następnie śpiewa się kapitulum, hymn, wezwanie z odpowiedzią, antyfonę do Wielbi, Kantyk Najświętszej Maryi Panny - Magnificat, oracje oraz modlitwy końcowe. Podobnie jak w Kościele Starokatolickim Mariawitów na zakończenie śpiewa się antyfonę maryjną przeznaczoną na dany okres liturgiczny.

## Nieszpory wschodnie
W Kościołach wschodnich przyjęła się odmienna forma Nieszporów, zwanych Wieczernią.
Na przykład w obrządkach bizantyjskich składają się one z troparionów, kondakionów, litanii zwanych ekteniami, psalmów: Błogosław duszo moja Pana (cs. Błahosłowi dusze moja Hospoda), Błogosławiony mąż (cs. Błażen muż) i Panie, wołam do Ciebie, usłysz mnie (cs. Hospodi wozzwach k Tiebie, usłyszy mia). Są też czytania ze Starego Testamentu, prokimenony, Ewangelia i homilia. Śpiewany jest również Kantyk Symeona (cs. Nynie otpuszczajeszy), Trisagion, antyfona Niech imię Pana będzie błogosławione teraz i na wieki (cs. Budi imia Hospodnie błahosłowieno ot nynie i do wieka) oraz Modlitwa Pańska (Ojcze nasz).

## Nieszpory protestanckie
W wielu kościołach luterańskich na świecie odprawiane są jeszcze nieszpory, zwłaszcza w ewangelickich diakonatach (zgromadzeniach sióstr ewangelickich), na konferencjach pastorów, w męskich diakonatach i zgromadzeniach braterskich. Nieszpory te odprawiane są według najstarszej Liturgii godzin, a w związku z tym śpiewany jest zawsze hymn maryjny „Magnificat” poprzedzony antyfoną: „Chrystusa naszego Zbawiciela, wiecznego Boga, Syna Marii, uwielbiajmy na wieki”.